# Acraephia turca
Acraephia turca är en insektsart som först beskrevs av Fabricius 1775.  Acraephia turca ingår i släktet Acraephia och familjen lyktstritar. Inga underarter finns listade i Catalogue of Life.